# Fos, Hérault
Fos är en kommun i departementet Hérault i regionen Occitanien i södra Frankrike. Kommunen ligger i kantonen Roujan som tillhör arrondissementet Béziers. År 2022 hade Fos 131 invånare.

## Befolkningsutveckling
Antalet invånare i kommunen Fos
Referens:INSEE